# 中国工农红军第九军团
中国工农红军第九军团，简称红九军团，中国工农红军主力部队之一。

## 历史
根据中共中央军委1933年10月2日命令，红九军团在中央苏区于10月28日编成，属红一方面军编制，军团长罗炳辉（红三师师长）、政治委员蔡树藩（红一师政委）、参谋长张翼（红三军团红四师参谋长）、政治部代主任李湘舲兼保卫局长（红一方面军政治部破坏部（敌工部）部长。李涛调中革军委二局任政委后，由红一军团第三师政治委员蔡书彬接任，蔡书彬调红军总卫生部政治部任保卫局长后，由第一步兵学校政治委员黄火青接任）。军团保卫局局长卜盛光，中革军委总供给部会计科科长赵镕任供给部部长。下辖：
- 第三师（原瑞金模范独立团、后编入红一军团，师长张经武（后罗炳辉兼），政委伍修权，总支书庄振风（即庄田），编入红九军团时师部由军团部兼）
  - 七团：团长龚楚（1935年5月任职中央军区司令时叛变），突围转移时先刘毕秀，后洪涛（洪裕良）；政委先后有伍修权、方强、庄振风（庄田）、周生珍（周彪）。一营前身是苏区中央警卫团，二营前身是红军学校“无产阶级团”，三营前身是闽粤赣新扩编的两个红军独立师。
  - 八团前身是中央模范一师二团。团长先后有刘雄武（刘殿应，1937年4月26日在甘肃安西红柳园子作战牺牲），杨梅生、姜振海（1936年12月甘肃张掖作战牺牲）、崔建勋（崔国柱，1936年冬被错杀），政委先后由谢委芳，刘先胜、幸士修（幸世修），副团长李松（利松）。
  - 九团前身是红一军团随营学校（教导营）和瑞金红军师。先后由王玉洪（王玉风，1934年9月在福建温坊战斗牺牲）、李国柱（1935年春长征途经川南战斗牺牲）、刘华香、肖新槐任团长，政委姜启化（在甘肃古浪战斗牺牲）。
- 第十四师（原红五军团部队，宁都地方红军），师长程子华/张宗逊，政委朱良才，参谋长袁良惠，政治部主任唐天际，1934年4月2日广昌战役后第十四师只剩下百把人。随即被撤销番号。余部编入第三师和红三、红五军团。
- 独立第一团
- 独立第四团。

1934年7月担任护送红七军团渡过闽江向闽浙皖赣边前进的任务，定名为“东线行动”。这时红九军团（兼红3师）4000余人。两个军团7月7日从广昌南新安镇出发，交错前进，向南经骚前、石城，转而向东进入福建的宁化、清流到连城的小陶、篙口，包围永安县城，又经西洋、桃源、芝坑、龙门到达尤溪，又经十四都于8月1日占领闽江沿岸重镇樟湖板。当时红七军团在尤溪江东已胜利渡过闽江，占领黄田、水口二镇。红九军团即以樟湖板为中心驻扎十天改善生活，沿江上下展开，占领尤溪口、南源、十四都等地，以确保红七军团能够继续前进。红七军团过江后，一举击溃了敌军王敬久部，于8月7日占领罗源县，并向浙江方向进发。红九军团护送红七军团过闽江的任务至此胜利完成，携带在尤溪口缴获敌军仓库中黄色炸药3万多斤，食盐5万多斤（当时中央苏区食盐奇缺，每两售价一块现洋）和许多军用物资于8月11日原路返回，8月28日到古田。参谋长张翼1934年8月投向国军，由中央军事政治学校校务部部长郭天民接任。
1934年9月上旬，国军从东面进攻中央苏区，红军福建省军区独立第24师归红九军团指挥，在福建连城附近阻击国军。国军占领连城朋口，九军团在朋口西南的涂坊激战，在夺回山头战斗中，红七团政委刘华香受重伤，红九团团长王玉洪牺牲。尔后九军团奉命撤到距汀州9里远近的钟屋村休整三天，准备掩护主力部队的行动。9月30日红九军团从长汀的松毛岭撤到山下的钟屋村，兵分两路，从钟屋村出发。首先开始了中央红军的长征征途。
1934年10月上旬，中共中央为了加强九军团领导，派凯丰和王首道率领地方工作团30余人来九军团工作，包括原兴国县委书记朱明、团支书吴保山和团中央组织部长张纪之等。九军团开到瑞金、于都、会昌之间的白鹅镇。中央命令原归九军团指挥的第二十四师调出，另将会昌工人师（红22师，前身是中央警卫师的一个团和粤赣安远、寻乌等地地方武装组成。先后任师长：龚楚、程子华、周子昆；先后任政委：方強、黄开湘。有4000 多人）改归九军团建制。红3师也补充了兵员，两个师合起来共 9 000多人。部队在这里集中训练了几天，开始进行长征准备了。
1934年10月10日，从闽西长汀出发参加长征，此时编制为：军团长罗炳辉、政治委员何长工、中央代表何克全、参谋长郭天民、政治部主任李涛，下辖第三师（军团部兼师部）和第十四师。第十四师：师长周子昆、政治委员黄开湘。从由瑞金出发后，过于都向南，到了江西南端的信丰县安西镇。沿安远西南的“三南”（定南、龙南、全南）边境前进。10 月底，又向西北进入广东的乌径到了江西上犹县。从聂都翻过湘粤赣交界的西华山，到了广东南雄以北的长江，没有进城，往西到城口从城外绕过去，进入湖南省向文明司、宜章方向前进，遭到湘军、粤军南北夹击，少共国际师与九军团近万人要从相距约 30 里中间的缺口连夜钻过去。进入湖南后紧张的行军征战，红22师所剩无几，只有千把人。正值中央纵队抬机器的人也多半掉了队，就把22师余下的人员调去抬机器。这样一来，九军团只剩下一个红3师的三个团6000余人。
1934年11月下旬，中央命令九军团进占永明（现名江永）、江华。中央命令八军团先去占领广西湖南交界的龙虎关，掩护九军团进占广西灌阳，如过不去，就让九军团单独打游击去。但龙虎关被敌人抢先占领了。天将亮时九军团赶到，八军团只剩下一两千人。两部人马过了永安关，进入广西境后经全州以南的沙田村、界首、向西到苗儿山，进至湖南通道县。九军团没有进贵州黎平，是从锦屏沿清水江到剑河。贵州多雾，敌机能见度低，有利于白天行军，基本上结束了从瑞金出发以来总是夜行军的日子。1935年2月占领镇远，以阻击追敌西进，抵达板桥迅速向绥阳、湄潭方向的乌江渡口挺进，保卫中央渡过乌江后，九军团经施秉向余庆前进，跟随中央从余庆渡过乌江。遵义大捷后红九军团又掉头北上，在娄山关设防打了一个漂亮的阻击战，消灭川军潘文華部两个团，保证了红军主力在遵义的休整。在湄潭、绥阳及以北的永兴驻扎了12天，警戒遵义，并扩红了320多人成立新兵营，该营后来在沙土附近老木孔战斗中曾起过重大作用。遵义会议后的1935年2月扎西整编，根据中革军委命令，撤销师、团建制，所余3000多人，缩编为3个大营，对外称第七、第八、第九团番号。何长工接替蔡树藩担任军团政委；凯丰也调整回中央，参谋长郭天民，政治部主任黄火青，中央代表王首道，供给部长赵镕，政保局长周兴；地方工作部部长朱明（前任部长王有发调地方游击队），卫生部长吴清培。九军团撤离泥潭、绥阳，奉命留下游击队以阻击川军追击，发动农民斗争，在贵州扎根创建根据地，军团政治部地方工作部长王有发留下担任领导。军团经过娄山关来到黔北的习水县，从北面掩护中央纵队撤退。从习水翻过山前往上城，连夜赶路，向川黔边境的赤水前进。红军二渡赤水之前，在云南扎西恢复了凯丰的九军团中央代表职务。
中央红军在赤水河东北的鲁班场和敌军万耀煌部激战，九军团作为预备队，久攻不下部队撤下来。九军团奉命急行军向东北占领仁怀，三渡赤水河到古蔺，以迷惑敌人。敌军向川南调动后，红军又突然从太平渡四渡赤水河，在遵义和鸭溪之间与敌人展开战斗，九军团在遵义东北方向阻击川军，在娄山关脚下的板桥镇警戒大小道路。3月下旬，中央决定南渡乌江，九军团前进到枫香坝一带虚张声势，伪装大军将东渡乌江与红二、六军团会合的姿态，以掩护中央南渡乌江。当时，红九军团正在赤水河东岸的打鼓新场一带活动。3月27日至31日，中革军委主席朱德致电，要求红九军团在乌江北岸积极活动，伪装成中央红军主力，大造声势，牵制与阻击中央军周浑元、吴奇伟部5个师敌军，配合中央红军主力作战及南渡乌江。红九军团受领任务后，向全军进行了深入的动员。在金沙的马鬃岭开始大造声势，折转向东，在湄潭一带展开活动，以吸引敌军。中央红军主力乘机疾进，抢渡乌江。3月31日，红九军团接到军委的指示，星夜兼程，于第三天8时赶到沙土，尾随主力过江。红九军团即迅速从距离渡口八、九十里的马鬃岭出发向乌江北岸挺进，准备抢渡乌江。但是，红九军团在向乌江北岸挺进的途中赶上下雨，山道湿滑难行。当其穿过敌人空隙冒雨次日上午七八点钟走到中革军委指定的沙土镇，距乌江的后山乡渡口尚有30里时，已超过时限2小时。此时，红九军团得到侦察员的报告，敌军吴奇伟、周浑元纵队正迎面赶来，其先头部队已距沙土不远，后面黔军亦紧追不舍。同时，红九军团派往渡口进行联系的人员回报:由于时限已过，加上敌情紧张，在乌江南岸负责看守浮桥的红军干部团已将桥破坏了。这样，红九军团就被隔在了乌江北岸，且有可能遭到敌军的前后夹击，处境十分危险。在此危急关头，团领导决定立即转移，离开江边。为迷惑敌人，红九军团决定沿来路先向东北返回10公里，然后再转向西北，以摆脱敌军。1935年4月4日在打鼓新场老木孔，红九军团以迅雷不及掩耳之势向正在行进中的黔军发起猛攻，一举击溃黔军7个团编制，俘敌副团长以下1800多人，缴获步枪1000多支。这一战斗，是红九军团单独行动中转危为安的关键一仗。它不仅粉碎了国军围追堵截的企图，而且使部队跳出了国军的包围圈，摆脱了险境。中革军委对红九军团此次作战的胜利给予了表扬。次日，红九军团又在云贵川三省交界处的瓢儿井歼灭国民党守军约500人，缴获了不少枪支弹药。随后，部队进行了短期休整，招收了新兵300多人，筹款3000余元，制作了800多套单衣，补充了一批军用物资。
1935年4月26日，军团部驻进云南宣威的板桥小学，县中教师徐文烈、板桥小学教师何正坤带动板桥小学学生樊同功、徐文礼等70余人参加红军，并宣称鼓动使得九军团在宣威县扩红300人。攻占东川（今会泽县）后，原只剩下2000多人的九军团在会泽县城扩大了1500人（1949年还在部队有名有姓的有100余名），筹款10万多元，缴获枪支300支，子弹2万发。九军团把宣威和会泽新参加红军的近两千人编为1个新兵营，刘雄武兼任营长。
1935年5月15日，中央红军主力开始由会理地区沿会理至西昌公路北进。红九军团在冬瓜坪歼灭国军两个营后，继续节节阻击追击的国军，掩护中央红军主力北上。5月17日，中革军委电示红九军团，要求其从即日起，执行节节阻滞过江之敌的任务，并明确了红九军团的前进路线。但要求红九军团主力不应离敌过远，后卫部队应保持与敌接触，并破坏道路。红九军团遵照中革军委的指示，一路北上，于5月21日到达礼州，与红三军团会合。至此，红九军团结束了历时近两个月的单独行军和作战的任务。即奉命接替红五军团担任全军的后卫。此时，中央红军正向大渡河挺进，准备渡过大渡河。红九军团负责掩护军委纵队沿大渡河西岸向泸定桥进发。6月2日，中央红军主力由泸定桥通过大渡河。随后，红九军团奉命接替红一军团担负坚守泸定桥的任务。中央红军通过泸定桥后，红九军团为左纵队，其行动路线是由泸定向天全挺进。在中央红军主力陆续离开泸定县北上后，国军也沿大渡河两岸陆续追踪而至。在此情况下，担负着坚守泸定桥任务的红九军团向中革军委建议有限度地破坏桥梁，以迟滞国军的追击速度。为慎重起见，中革军委要求在破桥前4小时要先报告，以免红军前进受阻时没有了退路。红九军团立即召开党委扩大会议，研究具体的行动计划。最后，红九军团决定一面有限度地破桥，一面迂回天全。当时，泸定桥上共有13根铁索，红九军团决定每隔一根铁索锯掉一根，这样既不会完全影响当地人民的交通运输，又能降低国军的过河速度。6月7日，红九军团先头部队在进至天全河南岸的红三军团的策应下，一举攻占天全。三天后，红九军团守桥部队及后方人员抵达天全。中革军委主席朱德副主席周恩来及总参谋长刘伯承接见了何长工，并表扬了军团领导及全体指战员。为犒劳红九军团的指战员，庆祝其迂回天全的胜利，中革军委还专门下令给红九军团的指战员下鸡丝面吃。最后，朱德刘伯承又表扬了红九军团自乌江以北执行别动队任务以来的优异表现。中央红军在天全芦山一带补充了给养后，即开始翻越夹金山，准备与红四方面军会合。红九军团仍负责殿后，监视天全芦山方面的敌情，以掩护中央红军主力的行动。于6月中旬到达四川懋功地区，与红四方面军会师。
1935年7月中旬，红九军团与红三、红五军团陆续进至党坝黑水地区。不久，红九军团由党坝地区被调至松岗孟沽卓克基一线休整筹粮。1935年7月18日，根据在芦花召开中共中央政治局常委会议决定，红九军团改编为红三十二军，罗炳辉任军长，何长工任政治委员，郭天民任参谋长，黄火青任政治部主任。当时，红三十二军下辖两个团，共1000余人：
- 红八团：团长杨梅生、政委幸世修、政治处主任刘先胜
- 红九团：团政委姜启化、团政治处主任刘鹤孔

1935年8月4～6日，中共中央政治局沙窝扩大会议决定第三十二军隶左路军第四纵队（司令为四方面军参谋长倪志亮，政委为四方面军政治部主任周纯全）。32军受命地筹粮､整训､做群众工作，停留在马尔康的松岗镇，没有北上（第一次）过草地。红九军团接到中央电报，令跟随中央北上，一切都准备好了，决定次晨出发。夜里忽然又接到一个电报，叫该军原地不动，积极准备粮草。紧接着周纯全把罗炳辉叫到左纵队指挥部去，要红三十二军跟张国焘走。红三十二军政治部主任黄火青和保卫部长卜盛光去找军政委何长工，看他的态度。何长工正卧病在床，黄火青和卜盛光表示对当前发生的这些意外情况不满意，认为其中有问题，要提防张国焘捣鬼等等，明白表示了态度。何长工讲话不多，没有明确表态。罗炳辉从左纵队指挥部回来后，就表示坚决拥护张国焘。何长工的态度也发生了变化。周纯全紧接着到红三十二军召集连以上干部会，惟独不通知黄火青。会议由罗炳辉主持，周纯全讲话，内容主要是反对中央，提议开除毛泽东党籍，通缉周恩来、张闻天、博古。军政治部朱明(地方工作部长)、卜盛光（保卫部长）和王透（宣传部长）都站在黄火青这边。1935年9月中旬，随左路军南下川康边到天全后，准备建新根据地。三十二军（兵力相当于一个小师）划归红四军指挥（军长许世友，政治部主任洪学智）。1935年10月李干辉接何长工（调任粮食总局局长）的职务任红32军政委，黄火青（军团政治部主任）、张令彬（军团管理科长）、姜启化（九团政委）、王透（军团政治部宣传部长）、朱明（军团政治部地方工作部长）、刘鹤孔和卜盛光（军团保卫部长）、赵榕（供给部部长）等被调走。幸世修接任军团政治部主任，朱潘显（1939年在晋察冀病故）任军团政治部组织部长。参加了边绥（靖）崇（化）丹（巴）懋（功）战役和天（全）芦（山）雅（安）邛（崃）大（邑）战役；35年11月攻占了荥径、汉源。36年2月，向康（定）道（孚）炉（霍）一带转移；3月进至懋攻以南，掩护主力西撤，3月下旬进至西康道孚、炉霍一带短期休整。奉命整编，红32军称号未变。军长罗炳辉、政委李干辉、政治部主任幸世修。下设三个营。
1936年4月中旬到下旬，红三十二军奉命由道孚南下，以策应红二、六军团的行动。先后占领东俄洛、雅江西俄洛，将康定之敌李韫珩部阻于雅江以东，从而保证了红二、六军团的安全。5月中旬，红二、六军团顺利通过雪山草地，前往迎接的红三十二军亦向西发展，攻占了理化。6月3日，红三十二军在理化以南的甲洼与红六军团先头部队第16师会师。7月1日，红三十二军、红二、红六军团、红四方面军三十军八十八师，在甘孜以西的西藏坝上会师。人民出版社2008年4月出版的《王震传》：“早在与红四方面军第32军会面时，就有人向王震和萧克宣传张国焘路线、方针和政策，而对毛泽东为代表的党中央进行诋毁和攻击。这个人说，红军第五次反围剿的失利，主要是毛泽东的农民意识和逃跑主义造成的，而张国焘则是博学多识的政治家和军事家，是能够挽救红军于危难的领袖。对此，王震直言不讳地站在毛泽东一边。”1936年7月5日，红四方面军和红二军团、红六军团会师后，根据中共中央命令，红三十二军与红二、六军团合编为红二方面军。军长罗炳辉、政委袁任远，政治部主任李干辉。 
1936年10月22日，随红二方面军总部活动的红三十二军，在甘、宁交界的将台堡与红一方面军会合，胜利结束长征。
1937年，原红九军团主力编为八路军120师359旅第718团，投入抗日战争战场。1937年9月间，359旅第718团留陕，改为警备第8团，划归八路军后方留守处指挥。1939年夏，警备八团调归绥德警备司令部指挥。1939年12月，中央军委决定将绥德警备司令部改编成立为八路军留守兵团警备第一旅，八团改为警备一旅第八团。1942年6月，中央军委命令成立陕甘宁晋绥联防军，警备第一旅此后由联防军直接指挥。第八团改称警备一旅一团。1945年5月，警备第一旅旅部部分干部和第一团大部，组成为八路军南下第二梯队称“第十八集团军独立第三游击支队”。抗战胜利后，警一旅奉调东北，归冀热察军区领导。1945年11月，在锦州地区警备第一旅第一团改编为热辽纵队第30旅第66团。1946年6月，第30旅与第22旅合并，组成为冀热辽军区直属独立第一旅。1946年8月，独立第1旅改称独立第16旅，第47团为原第66团。1947年8月1日，在赤峰地区冀察热辽军区独立第13、第16、第18旅整编为东北民主联军第八纵队，为第23师第68团。辽沈战役后，东北野战军第八纵队整编为中人民解放军第四十五军，为第134师401团。1969年12月第134师改称第161师为第482团。